# Raphia palma-pinus
Raphia palma-pinus är en enhjärtbladig växtart som först beskrevs av Joseph Gaertner, och fick sitt nu gällande namn av John Hutchinson. Raphia palma-pinus ingår i släktet Raphia och familjen Arecaceae.

## Underarter
Arten delas in i följande underarter:
- R. p. nodostachys
- R. p. palma-pinus